# جبريل غونزاليس
جبريل غونزاليس (بالإسبانية: Gabriel González Chaves)‏ (18 مارس 1961 باراغواي - ) هو لاعب كرة قدم باراغواياني يلعب كمهاجم.

## روابط خارجية
- جبريل غونزاليس على موقع الاتحاد الدولي (مؤرشف)  (الإنجليزية)
- جبريل غونزاليس على موقع قاعدة بيانات كرة القدم.إي يو (الإنجليزية)
- جبريل غونزاليس على موقع ناشيونال فوتبول تيمز (الإنجليزية)